# Chihuahua-Fichte
Die Chihuahua-Fichte (Picea chihuahuana) ist eine Pflanzenart in der Gattung der Fichten (Picea). Sie wurde erst im Jahre 1942 von Rigoberto Dueñas entdeckt und vom mexikanischen Botaniker Maximino Martínez identifiziert und beschrieben.

## Beschreibung

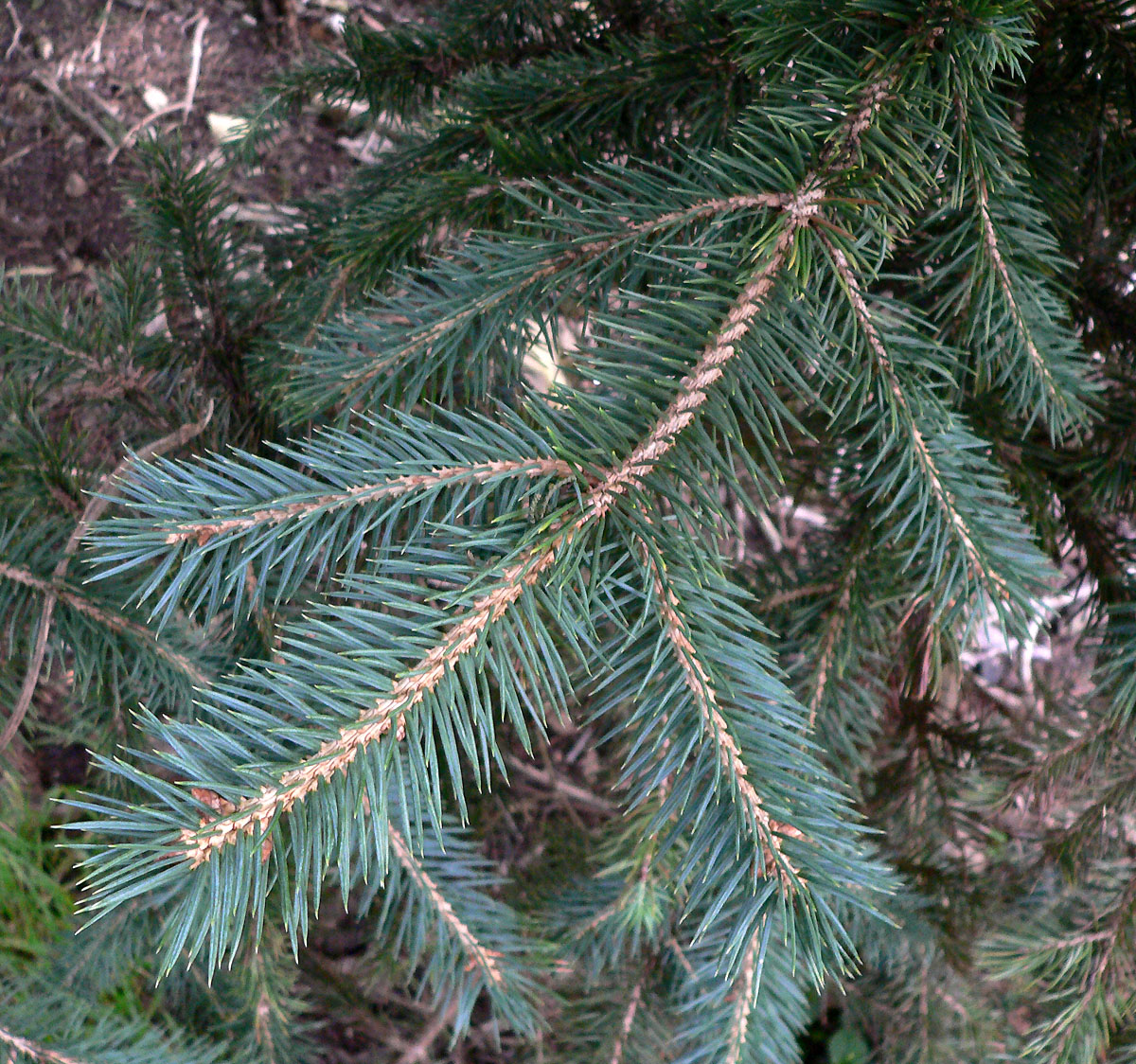
Zweig mit Nadeln

Die Chihuahua-Fichte ist ein mittelgroßer immergrüner Baum, der Wuchshöhen von 25 bis 40 Meter und einen Stammdurchmesser (BHD = Brusthöhendurchmesser) von 45 bis 99 cm erreicht. Das Dickenwachstum kulminiert bei einem Alter von etwa 85 Jahren. Durch ihre Heimat Mexiko bedingt ist die Chihuahua-Fichte sehr hitzetolerant. Die hell-graue Borke ist dünn und schuppig und blättert in kleinen runden Platten von 5 bis 10 cm Durchmesser ab. Die schmal-konische Baumkrone besteht um den gerade wachsenden Stamm herum aus wenigen langen Ästen zwischen vielen sehr kurzen Ästen. Die bläulich-blau-grünen, extrem spitzen Nadeln besitzen eine Länge von 17 bis 23 mm, einen rhombischen bis leicht abgeflachten Querschnitt und auffällige Stomatalinien.
Die hängenden weiblichen Zapfen sind 7 bis 12 cm lang und zylindrisch. Sie sind erst grün und bei Reife orange-braun, geschlossen mit einem Durchmesser von 3 cm und offen von 4,5 cm. Die Zapfen reifen 6 bis 8 Monate nach ihrer Bestäubung. Die schwarzen, 3,5 bis 4 mm langen Samen besitzen einen 10 bis 12 mm langen Flügel. Das Tausendkorngewicht beträgt 3,56 g.
Die Chihuahua-Fichte toleriert im Vergleich zu anderen Fichtenarten einen hohen Calcium-Gehalt des Bodens

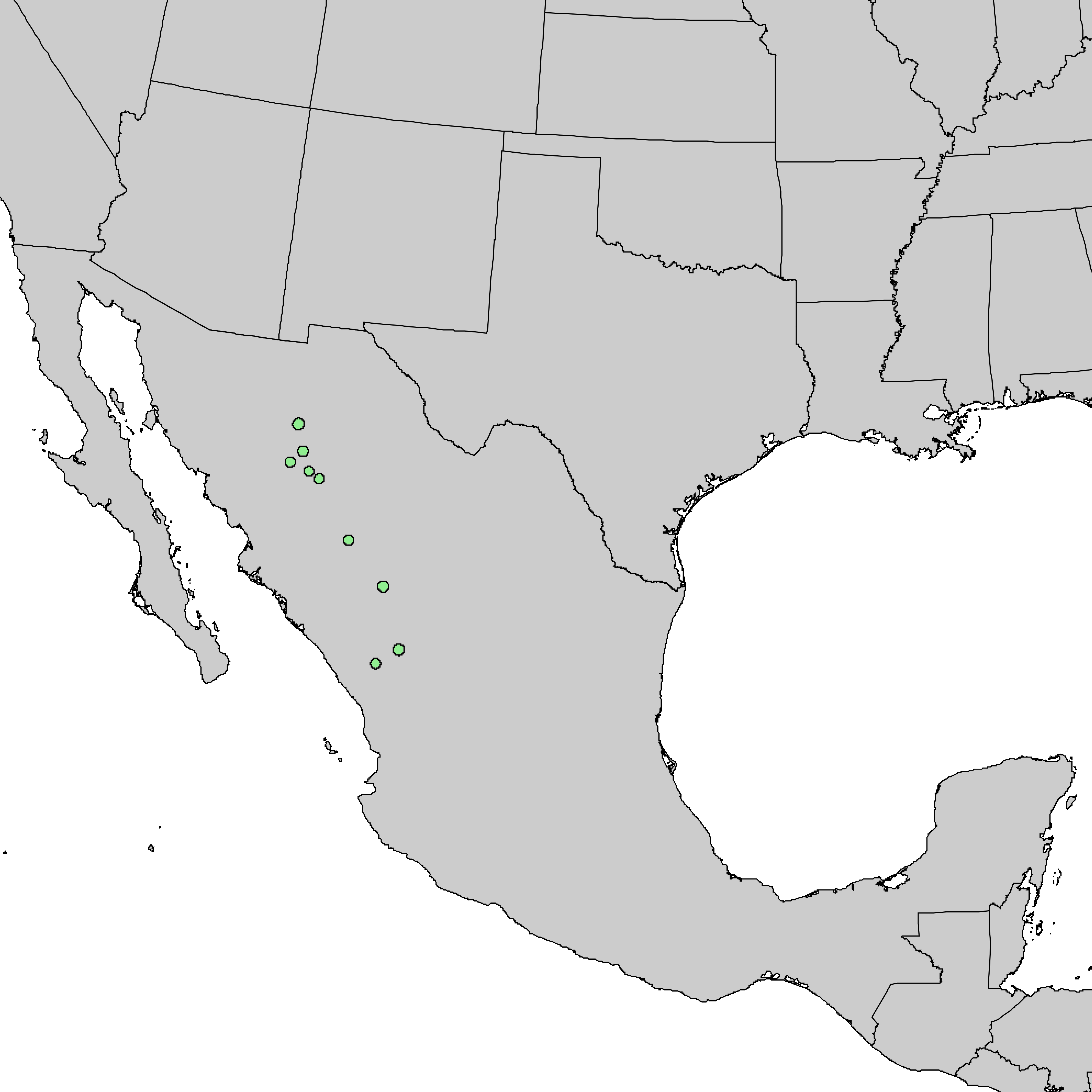
Verbreitungskarte

## Vorkommen
Die Heimat der Chihuahua-Fichte liegt im nordwestlichen Mexiko in der Sierra Madre Occidental in Chihuahua und Durango. Dort kommt sie in 25 kleinen Populationen vor, die jeweils wenige bis einige hundert Exemplare enthalten. Sie wächst in Höhenlagen zwischen 2300 und 3200 Meter an Flussufern in Bergtälern auf frischen bis feuchten Standorten.
Picea chihuahuana als Reliktendemit wird als gefährdet (Endangered (IUCN 2.3)) eingestuft in der Roten Liste der gefährdeten Arten der IUCN.